# Recopa Sudamericana 2022
La  Recopa Sudamericana 2022,  oficialmente Conmebol Recopa Sudamericana 2022 fue la trigésima edición del torneo organizado por la Confederación Sudamericana de Fútbol, que enfrentó al campeón de la Copa Libertadores de América con el campeón de la Copa Sudamericana. Palmeiras logró su primer título en la competición.

## Equipos participantes
|  | Palmeiras            |  | Bandera de Brasil |  | Campeón de la Copa Libertadores (2021) |
|  | Athletico Paranaense |  | Bandera de Brasil |  | Campeón de la Copa Sudamericana (2021) |

## Sedes
| Curitiba                       | São Paulo                      |
| ------------------------------ | ------------------------------ |
| Arena da Baixada               | Allianz Parque                 |
| Capacidad: 42 372 espectadores | Capacidad: 55 000 espectadores |
|                                |                                |

## Resultados
| Bandera de Brasil | vs. | Bandera de Brasil        |
| Palmeiras 2       | vs. | Athletico Paranaense 2 0 |

### Partido de ida
| 23 de febrero | Athletico Paranaense    | 2:2 (1:1) | Palmeiras                                | Arena da Baixada, Curitiba                                                      |                                                                                 |
| 21:30 (UTC-3) | Terans 19' · Marlos 76' | Reporte   | Jailson 28' · Raphael Veiga 90+7' (pen.) | Asistencia: 25 072 espectadores Árbitro(s): Facundo Tello VAR: Patricio Loustau | Asistencia: 25 072 espectadores Árbitro(s): Facundo Tello VAR: Patricio Loustau |

| 1          | Guardameta     | Santos            |     |
| 16         | Defensa        | Abner Vinicius    | 89' |
| 44         | Defensa        | Thiago Heleno     |     |
| 34         | Defensa        | Pedro Henrique    |     |
| 5          | Defensa        | Marcinho          |     |
| 35         | Centrocampista | Rômulo            |     |
| 26         | Centrocampista | Erick             | 89' |
| 17         | Centrocampista | Hugo Moura        | 71' |
| 6          | Centrocampista | Matheus Fernandes |     |
| 20         | Delantero      | David Terans      | 67' |
| 18         | Delantero      | Léo Cittadini     |     |
| Entrenador | Entrenador     | Alberto Valentim  |     |

| 21         | Guardameta     | Weverton          |     |
| 2          | Defensa        | Marcos Rocha      |     |
| 4          | Defensa        | Benjamín Kuscevic |     |
| 26         | Defensa        | Murilo            |     |
| 22         | Defensa        | Joaquín Piquerez  |     |
| 20         | Centrocampista | Eduard Atuesta    | 57' |
| 30         | Centrocampista | Jailson           | 71' |
| 28         | Centrocampista | Danilo            |     |
| 7          | Delantero      | Dudu              | 71' |
| 23         | Delantero      | Raphael Veiga     |     |
| 10         | Delantero      | Rony              | 83' |
| Entrenador | Entrenador     | Abel Ferreira     |     |

| 10 | Centrocampista | Marlos            | 67' |
| 88 | Centrocampista | Christian         | 71' |
| 2  | Defensa        | Nicolás Hernández | 89' |
| 27 | Defensa        | Zé Ivaldo         | 89' |

| 11 | Delantero      | Wesley         | 57' |
| 27 | Delantero      | Gabriel Veron  | 71' |
| 8  | Centrocampista | Zé Rafael      | 71' |
| 29 | Delantero      | Rafael Navarro | 83' |

| Anotado | 19' | David Terans | 1−0 |
| Anotado | 76' | Marlos       | 2−1 |

| Anotado         | 28'   | Jailson       | 1−1 |
| Anotado · Penal | 90+7' | Raphael Veiga | 2−2 |

| Amonestado | 70'   | Thiago Heleno     |
| Amonestado | 73'   | Erick             |
| Amonestado | 90+6' | Nicolás Hernández |

| Árbitro              | Facundo Tello         |
| Árbitros asistentes  | Ezequiel Brailovsky   |
| Árbitros asistentes  | Maximiliano del Yesso |
| Cuarto árbitro       | María Fortunato       |
| Quinto árbitro       | Mariana de Almeida    |
| VAR                  | Patricio Loustau      |
| Adicionales VAR      | Juan Pablo Belatti    |
| Adicionales VAR      | Juan Lara             |
| Asesor de vídeo      | Roberto Silvera       |
| Asesor internacional | Darío Ubríaco         |

| 1          | Guardameta     | Santos            |     |
| 16         | Defensa        | Abner Vinicius    | 89' |
| 44         | Defensa        | Thiago Heleno     |     |
| 34         | Defensa        | Pedro Henrique    |     |
| 5          | Defensa        | Marcinho          |     |
| 35         | Centrocampista | Rômulo            |     |
| 26         | Centrocampista | Erick             | 89' |
| 17         | Centrocampista | Hugo Moura        | 71' |
| 6          | Centrocampista | Matheus Fernandes |     |
| 20         | Delantero      | David Terans      | 67' |
| 18         | Delantero      | Léo Cittadini     |     |
| Entrenador | Entrenador     | Alberto Valentim  |     |

| 21         | Guardameta     | Weverton          |     |
| 2          | Defensa        | Marcos Rocha      |     |
| 4          | Defensa        | Benjamín Kuscevic |     |
| 26         | Defensa        | Murilo            |     |
| 22         | Defensa        | Joaquín Piquerez  |     |
| 20         | Centrocampista | Eduard Atuesta    | 57' |
| 30         | Centrocampista | Jailson           | 71' |
| 28         | Centrocampista | Danilo            |     |
| 7          | Delantero      | Dudu              | 71' |
| 23         | Delantero      | Raphael Veiga     |     |
| 10         | Delantero      | Rony              | 83' |
| Entrenador | Entrenador     | Abel Ferreira     |     |

| 10 | Centrocampista | Marlos            | 67' |
| 88 | Centrocampista | Christian         | 71' |
| 2  | Defensa        | Nicolás Hernández | 89' |
| 27 | Defensa        | Zé Ivaldo         | 89' |

| 11 | Delantero      | Wesley         | 57' |
| 27 | Delantero      | Gabriel Veron  | 71' |
| 8  | Centrocampista | Zé Rafael      | 71' |
| 29 | Delantero      | Rafael Navarro | 83' |

| Anotado | 19' | David Terans | 1−0 |
| Anotado | 76' | Marlos       | 2−1 |

| Anotado         | 28'   | Jailson       | 1−1 |
| Anotado · Penal | 90+7' | Raphael Veiga | 2−2 |

| Amonestado | 70'   | Thiago Heleno     |
| Amonestado | 73'   | Erick             |
| Amonestado | 90+6' | Nicolás Hernández |

| Árbitro              | Facundo Tello         |
| Árbitros asistentes  | Ezequiel Brailovsky   |
| Árbitros asistentes  | Maximiliano del Yesso |
| Cuarto árbitro       | María Fortunato       |
| Quinto árbitro       | Mariana de Almeida    |
| VAR                  | Patricio Loustau      |
| Adicionales VAR      | Juan Pablo Belatti    |
| Adicionales VAR      | Juan Lara             |
| Asesor de vídeo      | Roberto Silvera       |
| Asesor internacional | Darío Ubríaco         |

### Partido de vuelta
| 2 de marzo    | Palmeiras                  | 2:0 (0:0) (Global 4:2) | Athletico Paranaense | Allianz Parque, São Paulo                                                        |                                                                                  |
| 21:30 (UTC-3) | Zé Rafael 50' · Danilo 88' | Reporte                |                      | Asistencia: 30 065 espectadores Árbitro(s): Jesús Valenzuela VAR: Germán Delfino | Asistencia: 30 065 espectadores Árbitro(s): Jesús Valenzuela VAR: Germán Delfino |

| 21         | Guardameta     | Weverton         |     |
| 2          | Defensa        | Marcos Rocha     |     |
| 15         | Defensa        | Gustavo Gómez    |     |
| 26         | Defensa        | Murilo           |     |
| 22         | Defensa        | Joaquín Piquerez |     |
| 8          | Centrocampista | Zé Rafael        | 70' |
| 23         | Centrocampista | Raphael Veiga    | 87' |
| 28         | Centrocampista | Danilo           |     |
| 7          | Delantero      | Dudu             | 87' |
| 27         | Delantero      | Gabriel Veron    | 46' |
| 10         | Delantero      | Rony             |     |
| Entrenador | Entrenador     | Abel Ferreira    |     |

| 1          | Guardameta     | Santos            |     |
| 16         | Defensa        | Abner Vinicius    |     |
| 44         | Defensa        | Thiago Heleno     |     |
| 34         | Defensa        | Pedro Henrique    |     |
| 13         | Defensa        | Khellven          | 85' |
| 26         | Centrocampista | Erick             |     |
| 17         | Centrocampista | Hugo Moura        | 86' |
| 6          | Centrocampista | Matheus Fernandes | 74' |
| 7          | Delantero      | Pablo             |     |
| 20         | Delantero      | David Terans      | 62' |
| 18         | Delantero      | Léo Cittadini     | 62' |
| Entrenador | Entrenador     | Alberto Valentim  |     |

| 11 | Delantero      | Wesley         | 46' |
| 30 | Centrocampista | Jailson        | 70' |
| 20 | Centrocampista | Eduard Atuesta | 87' |
| 12 | Defensa        | Mayke          | 87' |

| 10 | Centrocampista | Marlos       | 62' |
| 50 | Delantero      | John Mercado | 62' |
| 29 | Delantero      | Julimar      | 74' |
| 39 | Centrocampista | Christian    | 85' |
| 35 | Delantero      | Rômulo       | 86' |

| Anotado | 50' | Zé Rafael | 1−0 |
| Anotado | 88' | Danilo    | 2−0 |

| Árbitro              | Jesús Valenzuela |
| Árbitros asistentes  | Jorge Urrego     |
| Árbitros asistentes  | Tulio Moreno     |
| Cuarto árbitro       | Alexis Herrera   |
| Quinto árbitro       | Lubin Torrealba  |
| VAR                  | Germán Delfino   |
| Adicionales VAR      | Nicolás Tarán    |
| Adicionales VAR      | Julio Bascuñán   |
| Asesor de vídeo      | Hernán Maidana   |
| Asesor internacional | José Buitrago    |

| 21         | Guardameta     | Weverton         |     |
| 2          | Defensa        | Marcos Rocha     |     |
| 15         | Defensa        | Gustavo Gómez    |     |
| 26         | Defensa        | Murilo           |     |
| 22         | Defensa        | Joaquín Piquerez |     |
| 8          | Centrocampista | Zé Rafael        | 70' |
| 23         | Centrocampista | Raphael Veiga    | 87' |
| 28         | Centrocampista | Danilo           |     |
| 7          | Delantero      | Dudu             | 87' |
| 27         | Delantero      | Gabriel Veron    | 46' |
| 10         | Delantero      | Rony             |     |
| Entrenador | Entrenador     | Abel Ferreira    |     |

| 1          | Guardameta     | Santos            |     |
| 16         | Defensa        | Abner Vinicius    |     |
| 44         | Defensa        | Thiago Heleno     |     |
| 34         | Defensa        | Pedro Henrique    |     |
| 13         | Defensa        | Khellven          | 85' |
| 26         | Centrocampista | Erick             |     |
| 17         | Centrocampista | Hugo Moura        | 86' |
| 6          | Centrocampista | Matheus Fernandes | 74' |
| 7          | Delantero      | Pablo             |     |
| 20         | Delantero      | David Terans      | 62' |
| 18         | Delantero      | Léo Cittadini     | 62' |
| Entrenador | Entrenador     | Alberto Valentim  |     |

| 11 | Delantero      | Wesley         | 46' |
| 30 | Centrocampista | Jailson        | 70' |
| 20 | Centrocampista | Eduard Atuesta | 87' |
| 12 | Defensa        | Mayke          | 87' |

| 10 | Centrocampista | Marlos       | 62' |
| 50 | Delantero      | John Mercado | 62' |
| 29 | Delantero      | Julimar      | 74' |
| 39 | Centrocampista | Christian    | 85' |
| 35 | Delantero      | Rômulo       | 86' |

| Anotado | 50' | Zé Rafael | 1−0 |
| Anotado | 88' | Danilo    | 2−0 |

| Árbitro              | Jesús Valenzuela |
| Árbitros asistentes  | Jorge Urrego     |
| Árbitros asistentes  | Tulio Moreno     |
| Cuarto árbitro       | Alexis Herrera   |
| Quinto árbitro       | Lubin Torrealba  |
| VAR                  | Germán Delfino   |
| Adicionales VAR      | Nicolás Tarán    |
| Adicionales VAR      | Julio Bascuñán   |
| Asesor de vídeo      | Hernán Maidana   |
| Asesor internacional | José Buitrago    |

|                               |
| Bandera de Brasil             |
| Campeón Palmeiras 1.er título |